# Embalse de Caniapiscau
El embalse de Caniapiscau (en francés, Réservoir de Caniapiscau) es un embalse en la parte superior del río Caniapiscau en la región administrativa de Côte-Nord de la provincia canadiense de Quebec. Es el embalse más grande en superficie del Proyecto de la bahía de James, alimentando la central eléctrica de Brisay, y el segundo embalse por tamaño de Canadá.
Los lagos naturales de la región se formaron alrededor de hace nueve mil años conforme los glaciares dejaron Quebec después de haber formando el Escudo Canadiense a lo largo de noventa mil años. El prototipo de estos lagos era un lago de presa de hielo que fluyó hacia el sur al golfo de San Lorenzo en una época donde zonas más al norte (Nunavik) aún estaban congeladas. Conforme un rebote postglacial elevó la parte meridional del Escudo Canadiense más rápidamente que en el norte, la región comenzó a correr hacia el norte al río Caniapiscau, un afluente del río Koksoak, y al final a la bahía de Ungava. Desde 1984, la mayor parte de sus aguas se desviaron al oeste hacia la cuenca del río La Grande y la bahía de James.
Antes del embalsamiento, el lago Caniapiscau abarcaba alrededor de 470 km², Actualmente el embalse de Caniapiscau que llena una depresión en la parte más alta de la Meseta Laurenciana del Escudo Canadiense, abarca 4.318 km², o alrededor de cuatro veces el tamaño de los lagos naturales que inundaron durante el embalsamiento desde 1981 hasta 1984 (aparte del lago Caniapiscau también Delorme, Brisay, Tournon y Vermouille). La cuenca total es de alrededor de 36.800 km².
El área que rodea el embalse tiene vegetación de taiga o bosque boreal. Está en la zona de permafrost discontinuo y se puede llegar por bush plane y, desde 1981, por una carretera de grava desde la bahía de James (la Ruta Transtaiga). Al final de esta carretera, cerca del aliviadero Duplanter, está el antiguo lugar de la obra de la Société d'énergie de la Baie-James, llamado Caniapiscau.
Está aislado de la sociedad. Hay pocas gasolineras cerca.